# Бочаров, Иван Кириллович (хоккеист)
Иван Кириллович Бочаров (род. 18 мая 1995, Москва) — российский хоккеист, вратарь. Мастер спорта России (2023).

## Карьера
Воспитанник хоккейной школы «Динамо» им. А. И. Чернышева.
Профессиональную карьеру начал в молодежной команде бело-голубых в 2012 году. С ней стал бронзовым призером чемпионата МХЛ сезона 2012/13. В следующем сезоне стал обладателем Кубка Вызова МХЛ и лучшим вратарем сезона МХЛ.
В сезоне 2015/16 дебютировал в ВХЛ в качестве голкипера красноярского «Сокола», однако его пребывание в Красноярске было недолгим. Год спустя Бочаров вернулся в систему бело-голубых и с фарм-клубом «Динамо» стал победителем чемпионата ВХЛ, самым ценный игрок плей-офф Братины и лучшим новичком сезона.
Дебютным в КХЛ для голкипера стал сезон 2017/18. В этом же году дебютировал в матчах за олимпийскую сборную России. В 2020 году стал участником Матча звезд КХЛ.
Весной 2022 года ХК «Локомотив» подписал двухлетний контракт с Бочаровым.
Летом 2024 года подписал однолетний контракт с нижегородским «Торпедо».
Летом 2025 года подписал однолетний контракт с «Ладой